# Llista d'episodis de Downton Abbey
Downton Abbey és una sèrie de televisió de drama d'època britànica creada per Julian Fellowes i coproduïda per Carnival Films i Masterpiece. Es va emetre per primera vegada a ITV al Regne Unit el 26 de setembre de 2010 i a PBS als Estats Units el 9 de gener de 2011, com a part de l'antologia Masterpiece Classic. Se n'han produït sis temporades; la sisena es va emetre la tardor de 2015 al Regne Unit i Irlanda i el gener de 2016 als Estats Units. El 26 de març de 2015, es va confirmar que la sisena temporada seria la darrera, i que l'episodi final s'emetria al Regne Unit el 25 de desembre de 2015 a ITV. Durant el transcurs del programa, es van emetre 52 episodis repartits en sis temporades. Quan la sèrie es va incorporar a les plataformes d'estríming, l'episodi especial de Nadal d'entre les temporades 2 i 6 es va dividir en dues parts.
Des de llavors s'han produït tres llargmetratges, Downton Abbey (2019), Downton Abbey: A New Era (2022) i Downton Abbey: The Grand Finale (2025).
El doblatge en català es va estrenar a TV3 el 21 de juliol de 2025.

## Visió general
| Temporada | Temporada | Episodis | Episodis               | Dates d’emissió        | Dates d’emissió        |
| Temporada | Temporada | Episodis | Episodis               | Primera emissió        | Última emissió         |
| --------- | --------- | -------- | ---------------------- | ---------------------- | ---------------------- |
|           | 1         | 7        | 7                      | 26 de setembre de 2010 | 7 de novembre de 2010  |
|           | 2         | 9        | 8                      | 18 de setembre de 2011 | 6 de novembre de 2011  |
| Especial  | 2         | 9        | 25 de desembre de 2011 | 25 de desembre de 2011 |                        |
|           | 3         | 9        | 8                      | 16 de setembre de 2012 | 4 de novembre de 2012  |
| Especial  | 3         | 9        | 25 de desembre de 2012 | 25 de desembre de 2012 |                        |
|           | 4         | 9        | 8                      | 22 de setembre de 2013 | 10 de novembre de 2013 |
| Especial  | 4         | 9        | 25 de desembre de 2013 | 25 de desembre de 2013 |                        |
|           | 5         | 9        | 8                      | 21 de setembre de 2014 | 9 de novembre de 2014  |
| Especial  | 5         | 9        | 25 de desembre de 2014 | 25 de desembre de 2014 |                        |
|           | 6         | 9        | 8                      | 20 de setembre de 2015 | 8 de novembre de 2015  |
| Especial  | 6         | 9        | 25 de desembre de 2015 | 25 de desembre de 2015 |                        |

## Episodis

### Temporada 1 (2010)
| Núm. total | Núm. de la temporada | Títol       | Direcció       | Guió                                | Data d'emissió original | Data d'emissió a TV3 |
| --- | -------------------- | ----------- | -------------- | ----------------------------------- | ----------------------- | -------------------- |
| 1 | 1                    | «Episodi 1» | Brian Percival | Julian Fellowes                     | 26 de setembre de 2010  | 21 de juliol de 2025 |
| El primer episodi de Downton Abbey comença amb la notícia de l'enfonsament del Titanic, que afecta la família Crawley i fa perillar el futur de l'abadia de Downton. La Mary, la filla gran de la família, veu com el seu compromís de matrimoni s'esvaeix, però ho accepta sense recança. L'arribada de John Bates, el nou ajudant de cambra, sorprèn els servents, i O'Brien i Thomas conspiren per fer que la seva estada a Downton sigui com més breu millor. |                      |             |                |                                     |                         |                      |
| 2 | 2                    | «Episodi 2» | Ben Bolt       | Julian Fellowes                     | 3 d'octubre de 2010     | 22 de juliol de 2025 |
| Tant la família com el servei estan inquiets per l'arribada de Matthew Crawley, el futur hereu de la finca i el patrimoni de Downton Abbey, i la seva mare, Isobel. A en Matthew li costa acostumar-se a aquesta nova vida i, a més, Isobel i Violet, la comtessa vídua, xoquen des del primer moment quan la Isobel vol ajudar a l'hospital. Lady Mary té dubtes sobre en Matthew i la seva idoneïtat per adaptar-se a la vida aristocràtica. I en Carson, el majordom, es veu obligat a enfrontar-se al seu passat. |                      |             |                |                                     |                         |                      |
| 3 | 3                    | «Episodi 3» | Ben Bolt       | Julian Fellowes                     | 10 d'octubre de 2010    | 23 de juliol de 2025 |
| Com molts altres habitants de la casa, la Gwen té el seu propi secret: vol treballar de secretària i fa un curs per correspondència. L'O'Brien descobreix la màquina d'escriure i ho explica a tothom per humiliar la Gwen. Durant una cacera, la Mary s'enamora de Kemal Pamuk, un amic d'Evelyn Napier, i l'atracció és mútua. En Pamuk va a veure la Mary a la seva habitació a la nit i es produeix un fet tràgic. En Thomas explica a l'O'Brien que ha acompanyat en Pamuk a l'habitació de la Mary. |                      |             |                |                                     |                         |                      |
| 4 | 4                    | «Episodi 4» | Brian Kelly    | Julian Fellowes, Shelagh Stephenson | 17 d'octubre de 2010    | 24 de juliol de 2025 |
| La fira arriba a Downton i en Thomas convida la Daisy a anar-hi per mortificar en William. La comtessa Violet va a veure en Matthew per proposar-li que estudiï si es pot impugnar l'hereuatge perquè la Mary sigui l'hereva de Downton, però en Matthew es comença a prendre seriosament el paper d'hereu i s'està enamorant de la Mary, que se sent exclosa de les decisions pel fet de ser dona. La senyora Hughes es retroba amb un antic pretendent i es planteja abandonar Downton. |                      |             |                |                                     |                         |                      |
| 5 | 5                    | «Episodi 5» | Brian Kelly    | Julian Fellowes                     | 24 d'octubre de 2010    | 25 de juliol de 2025 |
| El poble de Downton s'està preparant per al concurs anual de flors. La Isobel i la Violet se les tenen pel premi a la flor més bonica, que la Violet guanya cada any. La Mary té un possible pretendent, Sir Anthony Strallan, però sembla que li interessa més en Matthew. Una capseta de rapè molt valuosa desapareix i la senyora Patmore confessa a en Carson que té un problema que li impedeix treballar com abans. |                      |             |                |                                     |                         |                      |
| 6 | 6                    | «Episodi 6» | Brian Percival | Julian Fellowes, Tina Pepler        | 31 d'octubre de 2010    | 28 de juliol de 2025 |
| Les aspiracions polítiques de la Sybil fan que es fiqui en un embolic molt greu, malgrat que en Branson, el xofer, intenti impedir-ho. La Gwen està molt desenganyada respecte al seu desig de ser secretària. La relació entre en Matthew i la Mary fa un gir inesperat. La incògnita del lladre del vi arriba al seu punt culminant amb una revelació sorprenent per part d'en Bates. Per fi, l'Edith té un pretendent que la fa feliç. |                      |             |                |                                     |                         |                      |
| 7 | 7                    | «Episodi 7» | Brian Percival | Julian Fellowes                     | 7 de novembre de 2010   | 29 de juliol de 2025 |
| La Cora descobreix que està embarassada, i la gran notícia afecta el futur d'en Matthew i la seva relació amb la Mary, ja que si la criatura és un nen, serà el nou hereu de Downton Abbey. Mentrestant, tothom, la família i el servei, es prepara per a la gran festa per ajudar l'hospital local. Però la vista de la senyora Patmore empitjora, i en Robert l'envia a una clínica de Londres a tractar-se. I en Bates continua sota sospita pel que fa al seu passat, però gràcies a una conversa de l'Anna amb la mare d'en Bates, finalment descobreixen que és innocent. Però no tot són flors i violes: l'O'Brien, creient que la volien despatxar, li provoca un accident a la Cora que li fa perdre el fill. I per rematar-ho, durant la festa de l'hospital, en Robert rep la terrible i esperada notícia: acaba d'esclatar la guerra. |                      |             |                |                                     |                         |                      |

### Temporada 2 (2011)
| 8 | 1 | «Episodi 1»             | Ashley Pearce  | Julian Fellowes | 18 de setembre de 2011 | 30 de juliol de 2025                                  |
| La casa s'omple d'activitat per preparar un concert benèfic per l'hospital del poble. En William, que no s'ha allistat per respecte al seu pare vidu, és ridiculitzat durant el concert. La Daisy se'n compadeix i ell interpreta que se n'ha enamorat. En Robert, ara lord tinent, té ganes d'anar al front. En Matthew anuncia el seu compromís. La Sybil decideix formar-se com a infermera i en Branson li confessa els seus sentiments. En Bates li proposa matrimoni a l'Anna, però la seva esposa Vera es presenta a Downton i l'amenaça. |   |                         |                |                 |                        |                                                       |
| 9 | 2 | «Episodi 2»             | Ashley Pearce  | Julian Fellowes | 25 de setembre de 2011 | 31 de juliol de 2025                                  |
| A Downton Abbey van passant coses relacionades amb la guerra. Com que una part del servei està combatent al front, en Carson està estressat de tanta feina i, durant un sopar, té una crisi de salut. En Thomas torna del front ferit i entra a treballar a l'hospital del doctor Clarkson. Qui no en torna és el nebot de la senyora Patmore, que finalment descobreixen que va ser afusellat per covardia. A l'hospital, en Thomas i la Sybill queden molt afectats pel suïcidi d'un pacient que va quedar cec i que ja no podia estar-se més a l'hospital a fer convalescència, perquè cal deixar espai pels nous ferits. Llavors la Sybil i la Isobel proposen convertir Downton Abbey en una casa de convalescència durant la guerra, però la Violet s'hi oposa. Mentrestant, en Matthew torna del front uns dies i el conviden a sopar, però la Mary, amb el dubte de si encara l'estima, també convida el seu nou pretendent, Sir Richard Carlisle.                                                                                        |   |                         |                |                 |                        |                                                       |
| 10 | 3 | «Episodi 3»             | Andy Goddard   | Julian Fellowes | 2 d'octubre de 2011    | 1 d'agost de 2025                                     |
| L'any 1917, Downton Abbey es transforma en un hospital de convalescència per a oficials ferits i els canvis a la mansió provoquen xocs constants entre la Isobel i la Cora. La Violet i la Rosamund revelen a la Mary que la Lavinia podria haver estat implicada en l'escàndol Marconi i la pressionen perquè ho expliqui a en Matthew. L'Anna veu en Bates al poble i s'assabenta que treballa en una taverna de prop de Downton. En William es declara a la Daisy abans de marxar al front. En Branson intenta sabotejar un sopar oficial. |   |                         |                |                 |                        |                                                       |
| 11 | 4 | «Episodi 4»             | Brian Kelly    | Julian Fellowes | 9 d'octubre de 2011    | 4 d'agost de 2025                                     |
| Augmenta la tensió entre la Cora i la Isobel per aclarir qui d'elles dues és la responsable de la gestió de la casa de convalescència a Downton Abbey. Finalment, la Isobel decideix anar-se'n a treballar amb la Creu Roja a França. D'altra banda, en Matthew i en William, que són al front, desapareixen mentre estaven patrullant, i això deixa tothom molt preocupat a la casa. Entre el servei, hi ha novetats que portaran conseqüències: l'Ethel té una relació amb el major Bryant i això li portarà problemes; en Branson li demana a la Sybil que fugi amb ell, però ella dubta; en Bates torna a Yorkshire i en Robert li demana que torni a treballar amb ell, cosa que frustra les expectatives d'en Molesley d'entrar a servir a Downton. |   |                         |                |                 |                        |                                                       |
| 12 | 5 | «Episodi 5»             | Brian Kelly    | Julian Fellowes | 16 d'octubre de 2011   | 5 d'agost de 2025                                     |
| L'any 1918, en Matthew i en William queden ferits de gravetat al front. En Matthew és traslladat a l'hospital de Downton, on la Mary decideix cuidar-lo personalment. La Violet intercedeix perquè també portin en William a Downton. La família queda consternada quan s'assabenta del pronòstic de les lesions d'en Matthew. Mentrestant, la donzella Ethel intenta contactar amb el pare del seu fill, el comandant Bryant. La Vera es torna a presentar a Downton i amenaça d'exposar el passat de la Mary, que recorre a en Carlisle perquè l'ajudi. |   |                         |                |                 |                        |                                                       |
| 13 | 6 | «Episodi 6»             | Andy Goddard   | Julian Fellowes | 23 d'octubre de 2011   | 6 d'agost de 2025                                     |
| En Matthew, en cadira de rodes, passa la convalescència a Downton Abbey, sota l'atenció constant de la Mary. Per la seva banda, ella i en Carlisle tenen la intenció de comprar una casa a prop de Downton Abbey per establir-s'hi un cop casats. Arriba el final de la guerra, i tothom té ganes que Downton torni a la normalitat de la seva vida privada, i, encara que la Isobel voldria que continués sent una casa de convalescència, aconsegueixen dissuadir-la. A Downton es presenta un ferit de guerra que afirma ser en Patrick Crawley, l'hereu, desaparegut durant temps per una pèrdua de memòria, però hi ha motius per creure que és un impostor, i acaba fugint de Downton. Per la seva banda, la relació entre la Sybil i en Branson sembla que prospera, però ella li demana que s'esperi. |   |                         |                |                 |                        |                                                       |
| 14 | 7 | «Episodi 7»             | James Strong   | Julian Fellowes | 30 d'octubre de 2011   | 7 d'agost de 2025                                     |
| L'any 1919 s'acaba la guerra i malgrat que, aparentment, tot torna a la normalitat, a Downton la vida no torna a ser com abans. En Matthew dona una gran sorpresa a la família i la Violet li fa una confessió inesperada. En Carlisle posa l'Anna en un compromís i en Bates encara està trasbalsat per les notícies sobre la Vera. Els pares del comandant Bryant van a fer una visita a Downton i l'Ethel els presenta el seu net. Quant temps podran mantenir en secret el seu amor, la Sybil i en Branson? |   |                         |                |                 |                        |                                                       |
| 15 | 8 | «Episodi 8»             | James Strong   | Julian Fellowes | 6 de novembre de 2011  | 8 d'agost de 2025                                     |
| En aquest episodi, els casaments prenen el protagonisme: s'acosta el d'en Matthew i la Lavinia i ja està tot gairebé preparat, la Sybil i en Branson també tenen els seus plans i, d'altra banda, l'Anna empeny en Bates a fer el pas. Però la grip espanyola arriba a Downton i enfosqueix les perspectives de felicitat; la malaltia és un trasbals per a tothom i es cobrarà alguna víctima inesperada. Mentrestant, en Thomas fa mèrits per tornar a entrar al servei de Downton, i per la seva banda, l'Ethel rep una proposta dels Bryant que li planteja un dilema terrible respecte al seu fill. |   |                         |                |                 |                        |                                                       |
| Especial |   |                         |                |                 |                        |                                                       |
| 16 | – | «Nadal a Downton Abbey» | Brian Percival | Julian Fellowes | 25 de desembre de 2011 | Part 1: 11 d'agost de 2025 Part 2: 12 d'agost de 2025 |
| Part 1: Nadal del 1919. A Downton Abbey se celebra una fastuosa festa de Nadal, però, tot i que és un temps de joia, les tensions són palpables i la detenció d'en Bates ha enterbolit les festes. Serà condemnat o declarat innocent abans del ball anual del servei? La Mary ha de reflexionar sobre el seu futur amb Sir Richard Carlisle després d'una discussió durant la cacera de Cap d'Any. La Violet està preocupada per la seva filla Rosamund, ja que no es fia del seu pretendent, el seductor Lord Hepworth. Part 2: A Downton arriba la mala notícia de la sentència d'en Bates i tothom espera que se li condoni la pena de mort. En Bates demana a l'Anna que no s'amoïni per ell i que faci la seva vida, però l'Anna està decidida a ajudar-lo. En Robert confessa a la Mary que sap què va passar amb el senyor Pamuk, qüestiona la seva relació amb en Carlisle i li proposa que se'n vagi una temporada a Amèrica. Finalment, en Matthew pren una decisió que serà determinant, tant per al seu futur com per al de la Mary. |   |                         |                |                 |                        |                                                       |

### Temporada 3 (2012)
| 17 | 1 | «Episodi 1»                 | Brian Percival | Julian Fellowes | 16 de setembre de 2012 | 13 d'agost de 2025 |
| La Martha, la mare de la Cora, arriba a Downton per assistir al casament d'en Matthew i la Mary, però la parella té una crisi de confiança i hi ha el dubte de si s'arribarà a celebrar. L'Alfred, el nou lacai, s'esforça per estar a l'altura dels exigents estàndards d'en Carson sota la mirada atenta de la seva tia O'Brien. En Robert rep una notícia inesperada i preocupant sobre uns problemes econòmics molt importants. Podria perdre Downton i tot el que representa? |   |                             |                |                 |                        |                    |
| 18 | 2 | «Episodi 2»                 | Brian Percival | Julian Fellowes | 23 de setembre de 2012 | 14 d'agost de 2025 |
| Som a l'abril de 1920. El futur de Downton Abbey penja d'un fil, davant la ruïna econòmica. La Mary i la Violet, l'àvia paterna, tramen un pla per convèncer l'àvia americana, la Martha Levinson, perquè contribueixi a salvar Downton amb la seva fortuna, però no podrà ser. Mentrestant, a baix, hi ha una guerra oberta entre en Thomas i la senyora O'Brien, antics còmplices, per la promoció del nebot d'ella, l'Alfred, que al seu torn enlluerna la minyona de la senyora Levinson. I enmig de tot plegat, dues males notícies, que no se sap com acabaran: d'una banda, la senyora Hughes potser s'haurà d'enfrontar a un càncer, i de l'altra, la Isobel descobreix que l'Ethel es dedica a fer de prostituta per sobreviure. |   |                             |                |                 |                        |                    |
| 19 | 3 | «Episodi 3»                 | Andy Goddard   | Julian Fellowes | 30 de setembre de 2012 | 18 d'agost de 2025 |
| Finalment arriba el gran dia de l'Edith i tot està a punt per al casament amb l'Strallan. La situació econòmica de Downton no permet ajornar gaire més la decisió de traslladar-se a una casa més petita i vendre la finca. La Mary intenta convèncer en Matthew que accepti els diners de l'herència del senyor Swire per salvar Downton. La senyora Hughes espera amb inquietud els resultats d'una prova mèdica. L'O'Brien és víctima d'un complot d'en Thomas per fer-la plegar. |   |                             |                |                 |                        |                    |
| 20 | 4 | «Episodi 4»                 | Andy Goddard   | Julian Fellowes | 7 d'octubre de 2012    | 19 d'agost de 2025 |
| Som al maig del 1920. En Branson, buscat per la policia irlandesa, fuig i arriba a Downton sense la Sybil, que hi arribarà més tard, i la família s'hi enfada per haver-la deixat sola, però en Robert mourà fils perquè les autoritats no els arrestin si no trepitgen territori irlandès. L'Anna i en Bates pateixen perquè fa temps que no reben cartes l'un de l'altra ni es poden veure. Per la seva banda, l'Ethel també passa un mal moment i al final pren una decisió dràstica: deixar que el seu fill visqui amb els avis paterns perquè pugui aspirar a una vida millor. I les mancances de personal a Downton es van resolent: hi arriba un nou lacai, en Jimmy, que atreu l'atenció tant de les minyones com d'en Thomas, i una nova minyona, l'Ivy, que desperta l'interès de l'Alfred. Com si no hi hagués prou enrenou a la casa, l'Edith esvalota la família escrivint al diari The Times una carta en defensa del dret a vot de les dones. |   |                             |                |                 |                        |                    |
| 21 | 5 | «Episodi 5»                 | Jeremy Webb    | Julian Fellowes | 14 d'octubre de 2012   | 20 d'agost de 2025 |
| L'Edith rep una proposta emocionant que provoca divisió d'opinions a la família. La Isobel s'entesta a ajudar l'Ethel, la donzella que malviu al poble de Downton. L'Ivy, la nova minyona de cuina, desperta l'interès de l'Alfred i els recels de la Daisy. Finalment, la constància de l'Anna dona fruit. Les preocupacions d'en Matthew respecte a la finca van augmentant... però seran receptius, els seus interlocutors? |   |                             |                |                 |                        |                    |
| 22 | 6 | «Episodi 6»                 | Jeremy Webb    | Julian Fellowes | 21 d'octubre de 2012   | 21 d'agost de 2025 |
| Després que la Sybil morís just després del part, en Branson decideix posar-li el mateix nom a la seva filla i té la intenció de batejar-la com a catòlica, tot i la ferma oposició de Lord Grantham. La Violet, la comtessa vídua, pressiona el doctor Clarkson perquè expliqui als senyors que la Sybil s'hauria mort igualment, amb cesària o sense, perquè així faran les paus i podran afrontar junts el dol. Per la seva banda, l'Anna rep la notícia que en Bates finalment sortirà de la presó, gràcies a la rectificació de la declaració de la senyora Bartlett. Però les preocupacions d'en Robert no s'acaben: l'Ethel, que treballa per a la Isobel, prepara un dinar per a les dones de la família, amb l'ajuda de la senyora Patmore; el Robert irromp al dinar enfurismat amb la Isobel per permetre que una exprostituta cuini per a la seva família, però les dones de la família es posen de part de la Isobel i l'Ethel.                 |   |                             |                |                 |                        |                    |
| 23 | 7 | «Episodi 7»                 | David Evans    | Julian Fellowes | 28 d'octubre de 2012   | 22 d'agost de 2025 |
| És un dia feliç, a Downton: per fi, la perseverança de l'Anna es veu recompensada. L'Edith rep una mostra d'admiració inesperada. En Matthew es nega a cedir en la gestió de la finca, però li sortirà bé, la jugada? El pla d'en Branson pel bateig causa commoció, així com l'arribada del seu germà. L'O'Brien aconsella en Thomas respecte a la seva relació amb el lacai James, però amb quina intenció? |   |                             |                |                 |                        |                    |
| 24 | 8 | «Episodi 8»                 | David Evans    | Julian Fellowes | 4 de novembre de 2012  | 25 d'agost de 2025 |
| Downton Abbey es prepara pel partit de criquet anual contra l'equip del poble. La família acollirà una temporada Lady Rose, la filla de la neboda de la Violet, perquè la seva mare la vol apartar de Londres. Però durant una visita a la ciutat, descobreixen que és aficionada a la gresca i als homes casats. En Matthew i la Mary, cadascú per separat i d'amagat de l'altre, han estat visitant un metge per descobrir per què, pel que sembla, no poden tenir fills, però al final rebran bones notícies. Per la seva banda, l'Edith vol dimitir d'articulista perquè descobreix que el director, que la festeja, està casat; però aviat sabrà que no és el que sembla. D'altra banda, durant el partit de criquet es presenta la policia perquè l'Alfred ha denunciat en Thomas, però en Robert els convenç que tot ha estat un malentès. En Thomas, finalment, es quedarà a Downton.                                                                |   |                             |                |                 |                        |                    |
| Especial |   |                             |                |                 |                        |                    |
| 25 | – | «Un viatge a les Highlands» | Andy Goddard   | Julian Fellowes | 25 de desembre de 2012 | 26 d'agost de 2025 |
| Tota la família, tret d'en Branson, se'n van a passar un dies al castell de Duneagle de les Highlands, on els seus parents els reben amb una càlida benvinguda. Tanmateix, les tensions entre els seus amfitrions són evidents. A Downton, en Carson es proposa fer treballar el servei malgrat que els senyors no hi són, però els servents volen anar a la fira d'un poble proper. La senyora Patmore també hi vol anar, temptada per un possible pretendent. |   |                             |                |                 |                        |                    |

### Temporada 4 (2013)
| 26 | 1 | «Episodi 1»         | David Evans        | Julian Fellowes | 22 de setembre de 2013 | 27 d'agost de 2025 |
| A Duneagle, a Escòcia, tothom es prepara per al gran ball dels guies, i mentrestant a Downton el personal de servei se'n va a la fira, i allà hi passen moltes coses: la senyora Patmore té un pretendent, que resultarà ser un penques, tal com descobreix la senyora Hughes; en Thomas defensa en Jimmy davant d'uns pinxos i acaba apallissat, cosa que inaugurarà una nova amistat, i l'Edna s'insinua a en Branson, però hi sortirà perdent. A Escòcia, el ball és un èxit, però en Gambeta li confessa a en Robert que estan arruïnats i que se n'aniran a l'Índia amb la Susan, i acorden que a Downton es faran càrrec de la Rose. La Mary se'n torna a casa abans d'hora perquè té molèsties de part i se'n va a l'hospital. Finalment, Downton té un nou hereu, però quan en Matthew torna a casa amb cotxe, l'espera la fatalitat. |   |                     |                    |                 |                        |                    |
| 27 | 2 | «Episodi 2»         | David Evans        | Julian Fellowes | 29 de setembre de 2013 | Sense anunciar     |
| 28 | 3 | «Episodi 3»         | Catherine Morshead | Julian Fellowes | 6 d'octubre de 2013    | Sense anunciar     |
| 29 | 4 | «Episodi 4»         | Catherine Morshead | Julian Fellowes | 13 d'octubre de 2013   | Sense anunciar     |
| 30 | 5 | «Episodi 5»         | Philip John        | Julian Fellowes | 20 d'octubre de 2013   | Sense anunciar     |
| 31 | 6 | «Episodi 6»         | Philip John        | Julian Fellowes | 27 d'octubre de 2013   | Sense anunciar     |
| 32 | 7 | «Episodi 7»         | Edward Hall        | Julian Fellowes | 3 de novembre de 2013  | Sense anunciar     |
| 33 | 8 | «Episodi 8»         | Edward Hall        | Julian Fellowes | 10 de novembre de 2013 | Sense anunciar     |
| Especial |   |                     |                    |                 |                        |                    |
| 34 | – | «The London Season» | Jon East           | Julian Fellowes | 25 de desembre de 2013 | Sense anunciar     |

### Temporada 5 (2014)
| 35       | 1 | «Episodi 1»          | Catherine Morshead | Julian Fellowes | 21 de setembre de 2014 | Sense anunciar |
| 36       | 2 | «Episodi 2»          | Catherine Morshead | Julian Fellowes | 28 de setembre de 2014 | Sense anunciar |
| 37       | 3 | «Episodi 3»          | Catherine Morshead | Julian Fellowes | 5 d'octubre de 2014    | Sense anunciar |
| 38       | 4 | «Episodi 4»          | Minkie Spiro       | Julian Fellowes | 12 d'octubre de 2014   | Sense anunciar |
| 39       | 5 | «Episodi 5»          | Minkie Spiro       | Julian Fellowes | 19 d'octubre de 2014   | Sense anunciar |
| 40       | 6 | «Episodi 6»          | Philip John        | Julian Fellowes | 26 d'octubre de 2014   | Sense anunciar |
| 41       | 7 | «Episodi 7»          | Philip John        | Julian Fellowes | 2 de novembre de 2014  | Sense anunciar |
| 42       | 8 | «Episodi 8»          | Michael Engler     | Julian Fellowes | 9 de novembre de 2014  | Sense anunciar |
| Especial |   |                      |                    |                 |                        |                |
| 43       | – | «A Moorland Holiday» | Minkie Spiro       | Julian Fellowes | 25 de desembre de 2014 | Sense anunciar |

### Temporada 6 (2015)
| 44       | 1 | «Episodi 1» | Minkie Spiro   | Julian Fellowes | 20 de setembre de 2015 | Sense anunciar |
| 45       | 2 | «Episodi 2» | Minkie Spiro   | Julian Fellowes | 27 de setembre de 2015 | Sense anunciar |
| 46       | 3 | «Episodi 3» | Philip John    | Julian Fellowes | 4 d'octubre de 2015    | Sense anunciar |
| 47       | 4 | «Episodi 4» | Philip John    | Julian Fellowes | 11 d'octubre de 2015   | Sense anunciar |
| 48       | 5 | «Episodi 5» | Michael Engler | Julian Fellowes | 18 d'octubre de 2015   | Sense anunciar |
| 49       | 6 | «Episodi 6» | Michael Engler | Julian Fellowes | 25 d'octubre de 2015   | Sense anunciar |
| 50       | 7 | «Episodi 7» | David Evans    | Julian Fellowes | 1 de novembre de 2015  | Sense anunciar |
| 51       | 8 | «Episodi 8» | David Evans    | Julian Fellowes | 8 de novembre de 2015  | Sense anunciar |
| Especial |   |             |                |                 |                        |                |
| 52       | – | «El final»  | Michael Engler | Julian Fellowes | 25 de desembre de 2015 | Sense anunciar |

## Pel·lícules
- Downton Abbey (2019)
- Downton Abbey: A New Era (2022)
- Downton Abbey: The Grand Finale (2025)